# Le Lavandou
Le Lavandou är en kommun i departementet Var i regionen Provence-Alpes-Côte d'Azur i sydöstra Frankrike. Kommunen ligger i kantonen Collobrières som tillhör arrondissementet Toulon. År 2022 hade Le Lavandou 6 431 invånare.

## Befolkningsutveckling
Antalet invånare i kommunen Le Lavandou
| Referens: INSEE |